# Aérodrome d'Arlit
L'aérodrome d’Arlit (code IATA : RLT • code OACI : DRZL) est un aéroport situé à Arlit, au Niger.

## Situation
| \| 100 km1:21 840 000 \|Arlit Diffa Niamey Dirkou Dogondoutchi Gaya Gouré Iférouane La Tapoa Maïné-Soroa Agadez Maradi Tahoua Tanout Tessaoua Tillabéri Zinder BA 101 BA 201 Madama |
| 100 km1:21 840 000 |